# Ergomètre

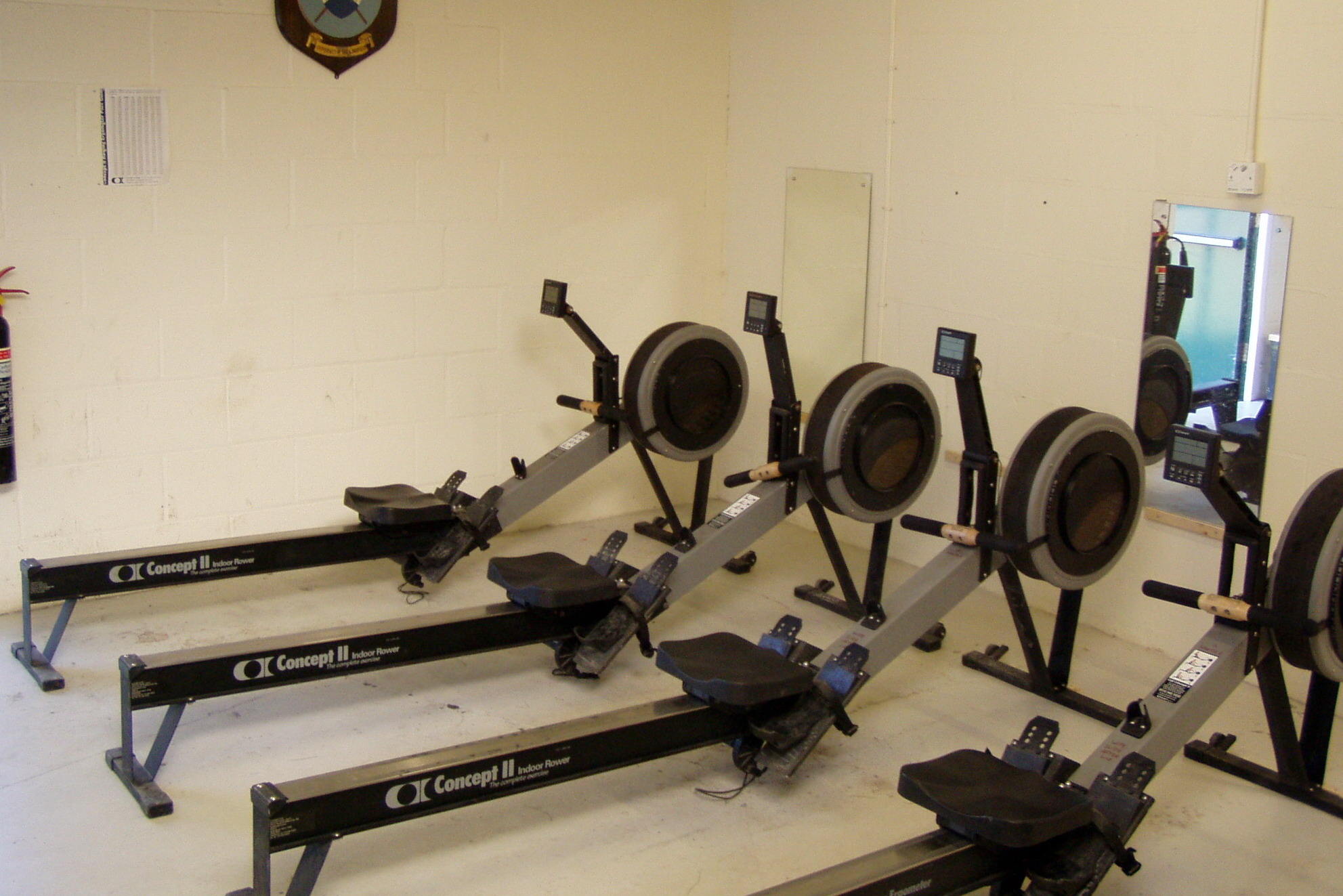
Ergomètres Concept2 « Modèle C » (Rameurs)

Pour les articles homonymes, voir Tapis roulant.
Un ergomètre  est une machine d'exercice physique qui consiste à faire reproduire à l'utilisateur un mouvement qui le ferait se déplacer s'il n'était pas sur la machine. Il peut prendre diverses formes : 
- le tapis roulant qui reproduit la marche ou la course à pied
- le cycloergomètre, qui reproduit la bicyclette
- le vélo elliptique
- le rameur, qui reproduit l'aviron.

Il peut être utilisé pour l'entraînement sportif, pour améliorer sa condition physique, ou bien pour une épreuve d'effort dans le cadre de la médecine du sport.
Ils sont utilisés aussi lorsque les conditions météorologiques extérieures sont mauvaises (température, pluie, hiver, vent) pour éviter des accidents ou pour des raisons personnelles (facilité, prix, sécurité, commodité). Dans tous les cas l'ergomètre doit se trouver dans une salle aérée (fenêtre, ventilateur, climatiseur) et l'exercice peut être ressenti comme monotone par l'absence d'éléments extérieurs (nature du paysage, vent, vague, résistance à l'air, topographie variée).
Il est généralement équipé de capteurs mesurant les performances de l'utilisateur, affichées en temps réel sur un petit écran. Il propose aussi souvent une résistance réglable qui permet d'intensifier l'effort. 

## Données mesurées
Les données mesurées et affichées sont par exemple :
- le temps (chronomètre ou à rebours) ;
- la distance (parcourue ou restante) ;
- la vitesse (instantanée ou moyenne) ;
- le temps moyen pour une distance donnée ;
- la cadence (en nombre de coups par minute), pour le rameur ;
- la puissance développée (en watts) ;
- le travail fourni (en calories brûlées) durant l'effort ;
- la force exercée sur le pédalier (mesurée grâce à un dynamomètre), pour le cycloergomètre  ;
- le rythme cardiaque (mesuré grâce à un cardiofréquencemètre) ; l'étalonnage préalable par épreuve d'effort est indispensable, et permet de définir les zones d'entrainement.

## Le rameur
C'est une machine d'entrainement permettant à une personne de reproduire le geste de l'aviron. Il est beaucoup utilisé pour l'entraînement de ce sport pour la technique de base, mais également par des sportifs d'autres disciplines pour améliorer leur condition physique.
Des compétitions d’ergomètre sont organisées, souvent par des clubs d’aviron. La plus célèbre est organisée par la marque de rameur Concept 2 : le RowErg. Généralement, ces compétitions se déroulent sur une distance fictive de 2 000 mètres, à l’image de la plupart des compétitions d’aviron.
Les fédérations nationales d'aviron prennent en compte le temps sur un 2 000 mètres sur ergomètre pour sélectionner un rameur.
Chez les hommes, le record du monde masculin d'ergomètre sur 2 000 m est de 5:36.6 (Rob Waddell) pour les poids lourds et de 5:56.7 (Henrik Stephansen) pour les poids légers. Chez les femmes, il est de 6:28.4 (Sophie Balmary) pour les poids lourds et de 6:54.7 (Ursula Grobler) pour les poids légers. 
La pratique de ce sport peut aider à faire face aux maladies telles que l’ostéoporose, le diabète, l'obésité, l’arthrite, l’insomnie, l’asthme mais aussi pour la prévention des maladies cardio-vasculaires et du cancer.[réf. nécessaire]

## Cycloergomètre
Il est communément appelé vélo d'appartement ou vélo d'intérieur. Il existe différents niveaux de résistance, offrant des puissances de différents niveaux. Cette puissance peut s'exprimer en watts, ou en indice de difficulté. Elle offre la possibilité de s'entraîner lorsque le vélo est d'appartement ou en centre de sport, type fitness par exemple. Il existe le vélo dit pour les épreuves d'effort chez le cardiologue, où la résistance augmente au fil du temps. L'objectif dans ces cas là est de faire accélérer le rythme cardiaque.

## Le tapis roulant d'exercice
Appelés aussi tapis de marche ou tapis de course, ces tapis roulants possèdent une bande de course entraînée par les pieds du coureur lui-même, ou par un moteur qui impose au coureur son rythme.
Ces tapis amortissent de 15 à 25 % de l'énergie de choc et sont donc moins traumatisants pour les tendons et les articulations.
Un lien de sécurité est attaché au poignet, son détachement en cas de déséquilibre ou de chute entraîne l'arrêt du moteur. 
Ces tapis possèdent des programmes qui permettent de changer la vitesse (16 km/h pour modèle particulier, 26 km/h pour modèle professionnel) et l'inclinaison (0 à 12 %) du tapis. Ils sont vendus selon les cas avec un écran digital/TV, des capteurs (capteur aux doigts ou ceinture pectorale), un logiciel d'entraînement/coaching virtuel, logiciel vidéo de simulation 3D du trajet, logiciel musical.
Avec l'évolution du télétravail, les tapis de marche de bureau ont gagné en popularité, permettant aux utilisateurs de rester actifs tout en travaillant. Ces modèles sont conçus pour être utilisés à une vitesse plus lente, favorisant une activité physique légère et continue, ce qui peut améliorer la concentration et réduire les effets néfastes d'une position assise prolongée.
Il existe également des tapis roulants incurvés. Le tapis roulant incurvés sont des dispositifs non motorisés permettant de marcher et de courir, utilisant la poussée courbe de la jambe pour faire avancer la bande. Leur forme concave exploite la gravité et le frottement lors de la course, offrant une expérience de soutien différente des tapis roulants traditionnels.